# Edward Wheeler Scripture
Edward Wheeler Scripture (ur. 21 maja 1864 w Mason, zm. 31 lipca 1945 w Henleaze) – amerykański psycholog psychoanalityk. 
W 1884 ukończył City College of New York. Razem z żoną, May Kirk Scripture (1864–1945), studiował w Berlinie u Hermanna Gutzmanna, jednego z pionierów foniatrii. W 1891 otrzymał tytuł doktora na Uniwersytecie Lipskim; dysertację doktorską przygotował u Wilhelma Wundta. W 1906 roku otrzymał również tytuł doktora medycyny na Uniwersytecie Ludwika i Maksymiliana w Monachium. W tym samym roku powrócił do Stanów Zjednoczonych. Od 1915 był zatrudniony na Uniwersytecie Columbia. W 1919 wyjechał do Londynu, gdzie pracował w West End Hospital for Nervous Diseases. Od 1929 piastował stanowisko na katedrze fonetyki eksperymentalnej Uniwersytetu Wiedeńskiego.
W 1911 był jednym z członków założycieli New York Psychoanalytic Society.